# 萨比奥基耶塞
萨比奥基耶塞（義大利語：Sabbio Chiese），是意大利布雷西亚省的一个市镇。总面积18平方公里，人口3774人，人口密度209.7人/平方公里（2009年）。国家统计（ISTAT）代码为017168。